# Пине-Люксембург, Леон д’Альбер
Лео́н д’Альбе́р (фр. Léon d'Albert; 1582, Морнас — 25 ноября 1630, Париж), герцог де Пине-Люксембург, принц де Тенгри — французский придворный, пэр Франции, рыцарь орденов короля.

## Биография
Сын Оноре д’Альбера, сеньора де Люина, и Анны де Родюльф, брат коннетабля Люина и маршала Шона. Сеньор де Брант в Конта-Венессене, член военного совета, штатный дворянин Палаты короля.
В 1617 стал капитаном роты королевской гвардии.
31 января 1619 пожалован в рыцари ордена Святого Духа и стал лейтенантом роты шеволежеров королевской гвардии. Вскоре был назначен губернатором Бле.
Отличился при взятии Клерака во время Первой гугенотской войны в 1620 году, и при штурме Сузы в 1629-м.

## Семья
Жена (5.07.1620): Маргарита Шарлотта де Люксембург-Линьи, герцогиня де Пине-Люксембург (1607—1680), дочь Анри де Люксембурга-Линьи, герцога де Пине-Люксембурга, и Мадлен де Монморанси. Вторым браком вышла за графа Шарля-Анри де Клермон-Тоннера.
По этому браку стал герцогом де Пине-Люксембург и пэром Франции, что было подтверждено жалованной грамотой 10 июля 1620. Принял имя и герб дома Люксембургов.
Дети:
- Анри-Леон д’Альбер-Люксембург (5.08.1630—19.02.1697), герцог де Пине-Люксембург, принц де Тенгри
- Мари-Луиз-Клер д’Альбер-Люксембург (1623—1706), принцесса де Тенгри